# Sangju Civic Stadium
Sangju Civic Stadium (hangul: 상주시민운동장) är en fotbollsarena i Sangju, Sydkorea. Arenan är hemmaplan för Sangju Sangmu FC i K League Classic och den tar normalt 15 042 åskådare.
Arenan byggdes år 1992 som en friidrottsarena men idag används den mest för fotbollsmatcher. När fotbollsklubben Gwangju Sangmu FC flyttade till Sangju, och bytte namn till Sangju Sangmu FC, år 2011 blev arenan lagets hemmaplan.
Arenan har möjlighet att rymma upp mot 20 000 åskådare vid behov och spelplanen är omringad av en åtta banor bred löparbana på 400 meter i tartan.